# Aaltje Noordewier-Reddingius
Aaltje Noordewier-Reddingius (Deurne, 1 september 1868 - Hilversum, 6 april 1949) was een internationaal vermaarde Nederlandse sopraan en zangpedagoge, lange tijd woonachtig te Hilversum.

## Familie

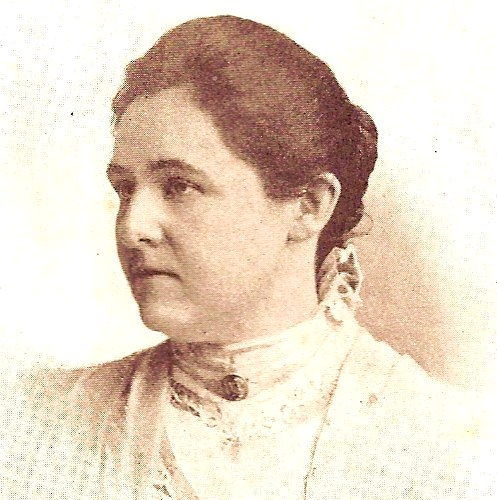
Aaltje Noordewier-Reddingius

Aaltje Reddingius stamde uit de Friese domineesfamilie Reddingius, die vermeld wordt in Nederland's Patriciaat. Zij werd in 1868 te Deurne geboren in de hervormde pastorie aan de Helmondseweg als dochter van de predikant Wibrandus Gerardus Reddingius en Louisa Justina Margaretha Sibinga. Behalve twee doodgeboren broertjes had Aaltje nog een broer, de dichter Joannes Reddingius. Aaltje huwde op 11 juli 1893 te Delft met de classicus en kunstschilder Michiel Noordewier, zoon van Hendrik Jan Nassau Noordewier en Antje Helder. Het echtpaar Noordewier-Reddingius kreeg twee zonen. De oudste zoon, Hendrik Jan (1894-1968), emigreerde naar de Verenigde Staten. De jongste, Michiel Noordewier jr. was fluitist in het Concertgebouworkest en bijbehorend sextet en trad een enkele keer met zijn moeder op. Hij overleed op jonge leeftijd (1903-1930),

## Loopbaan
Het zag er in eerste instantie niet naar uit dat Aaltje in de muziekwereld haar professie zou vinden, alhoewel ze op jonge leeftijd muziekles kreeg bij Kühne in Helmond. Ze doorliep, samen met haar moeder wonend in Arnhem de plaatselijke Hogere Burgerschool. In die stad zette ze haar muzikale ontwikkeling voor bij met pianolessen van Hendrik Arnoldus Meijroos. Omdat hij ook cello bespeelde beoefende ze ook kamermuziek. Geleidelijk ontwikkelde Aaltje zich ook op zanggebied, haar stem was tijdens de huiskamerconcerten echte nog zwak. Tijdens een verblijf in Groningen viel haar zangstem op bij mevrouw Offenheim, zanglerares aldaar. Moeder Reddingius nam het initiatief voor een verdere loopbaan door contact op te nemen met de zanger Johannes Messchaert. Na de HBS afgerond te hebben trokken moeder en dochter naar Amsterdam. Moeder en dochter betrokken woningen in de Linnaeusstraat 85 en Plantage Muidergracht 34.
Reddingius volgde van 1886 tot 1890 een opleiding aan het Amsterdams Conservatorium, eerst piano bij Jean-Baptiste de Pauw, maar ze stapte al snel over op zang bij Johannes Messchaert (hij bleef haar enige zangleraar). In 1888 debuteerde zij als liedzangeres in Hoorn en kort daarna trad ze in Utrecht op als soliste in het oratorium Paulus van Mendelssohn onder leiding van Richard Hol. Zij toerde met de alt Pauline de Haan-Manifarges en de pianist Anton Verheij en trad ook met familieleden op. Ze maakte, met Messchaert en Arnold Spoel, ook enige tijd deel uit van het Nederlandsch A Capella Koor van Daniël de Lange, als ook van het Amsterdamsch Vocaal Kwartet (met Cato Loman, Messchaert en Johan Rogmans).
Vanaf 1893 nam haar carrière een grote vlucht in binnen- en buitenland. Vooral in het oratoriumrepertoire maakten haar vertolkingen grote indruk.
Zij zong vaak de Missa Solemnis en de Negende symfonie van Beethoven en de grote werken van Bach en Händel. Zij was een vaste gast tijdens de jaarlijkse uitvoeringen van de Matthäus-Passion in het Amsterdamse Concertgebouw onder Willem Mengelberg. Bij recitals werd ze begeleid door onder meer Julius Röntgen. Tot haar kennissenkring behoorden Arthur van Schendel, die zij in zijn zomerverblijf in Domburg bezocht, en Alphons Diepenbrock, die een aantal werken aan haar zou opdragen. Heinrich Porges heeft geprobeerd haar over te halen om zich te verdiepen in opera; hij zag in haar een goede zangeres in het repertoire van Richard Wagner, maar Reddingius zou er, ondanks meerdere verzoeken, niet toe overgaan.
Tussen 1890 en 1929 zou Noordewier-Reddingius meer dan 200 maal optreden met het Concertgebouworkest, meest onder leiding van Willem Mengelberg, maar ook wel onder Diepenbrock, Pierre Monteux etc.
In de jaren dertig trok ze zich terug uit het concertleven, maar ze leidde nog vele zangers en zangeressen op, onder wie Laurens Bogtman, Erna Spoorenberg, Jan Handerson en Aafje Heynis, die een van haar laatste leerlingen was. Ze gaf van 1923 tot 1937 solistenlessen aan het Haags Conservatorium
In 1949 overleed ze in haar villa 'Nieuw-Deurne' te Hilversum. Zij werd in haar woonplaats begraven op begraafplaats Bosdrift.

## Eerbetoon

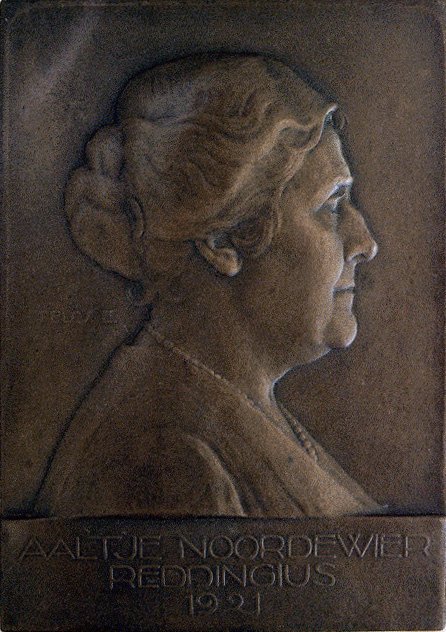
Ede Telcs, Aalte Noordewier Reddingius 1921. portrettegel in ouderlijk huis te Deurne.

### Onderscheidingen
Noordewier ontving de volgende onderscheidingen:
- Ridder in de Orde van de Nederlandse Leeuw
- Officier in de Orde van Oranje-Nassau
- Gouden medaille voor Kunst en Wetenschap van de Huisorde van Oranje

### Vernoemingen
Er zijn in Nederland verschillende straten, lanen etc. naar Noordewier vernoemd. Zowel in Bussum als in Leiden is er een Aaltje Noordewierlaan. De wijk Prinsenland in Rotterdam heeft een A. Noordewier-Reddingiuslaan. In Den Haag, in Hengelo is er een Aaltje Noordewierstraat. Deurne heeft een Aaltje Reddingiusstraat. Ook bevinden zich te Deurne een muziekschool 'Aaltje Noordewier' en een 'Aaltje Reddingius-gemeenschapshuis'.
Planetoïde (677) Aaltje is naar haar vernoemd.

### Portret
De Hongaarse kunstenaar Ede Telcs heeft een portrettegel van Aaltje Noordewier-Reddingius vervaardigd.